# Дингер, Клаус
Клаус Дингер — немецкий музыкант и композитор, наиболее известный как один из создателей и участников краутрок-группы Neu!, придумавший ритм моторик. Умер от сердечной недостаточности 21 марта 2008 года, за 3 дня до своего 62-го дня рождения.

## Kraftwerk
Дингер появился на немецкой музыкальной сцене как барабанщик Kraftwerk, вместе с Ральфом Хюттером и Флорианом Шнайдером. В группу он пришёл на замену первому ударнику Андреасу Хохманну, в процессе записи дебютного альбома коллектива. Одновременно, вместо временно оставившего коллектив Хюттера, в группу пришёл Михаель Ротер. Единственная запись группы в этом составе была сделана для телепрограммы Beat-Club. Позже Хюттер вернулся в Kraftwerk, а Дингер и Ротер решили покинуть группу и организовать собственную.

## Neu!
В 1971 Дингер и Ротер образовали Neu! и вскоре записали дебютный альбом. Возможно, наиболее яркой чертой записи стал ритмический стиль Моторик, лучше всего продемонстрированный на 10-минутной «Hallogallo». Стиль Дингера оказал влияние, в частности, на игру ударника группы Hawkwind Саймона Кинга. Позже группой были записаны альбомы Neu! 2 (в 1973) and Neu! '75 (в 1975), в которые вошли две наиболее известные песни Дингера, «Super» и «Hero».

## La Düsseldorf
Наиболее известный и успешный проект Дингера после Neu! назывался La Düsseldorf. Коллективом была записана серия успешных альбомов (с продажами, превысившими миллион копий) в конце 1970-х и начале 1980-х: La Dusseldorf, Viva и Individuellos.

## La! Neu?
Позже Дингер возглавил La! Neu?. Название коллектива — отсылка к названиям Neu! и La Dusseldorf. Во второй половине 1990-х коллективом было записано насколько альбомов на сублейбле «Dingerland» лейбла Captain Trip Records.

## Дискография
с Kraftwerk
- Kraftwerk (1970)

с Neu!
- Neu! (1972)
- Neu! 2 (1973)
- Neu! '75 (1975)

с La Düsseldorf
- La Düsseldorf (1976)
- Viva (1978)
- Individuellos (1981)
- Mon Amour (2006)

с La! Neu?
- Düsseldorf (1996)
- Zeeland (1997)
- Cha Cha 2000 — live in Tokyo (1998)
- Goldregen (1998)
- Year of the Tiger (1998)
- Live in Tokyo 1996 Vol. 2 (1999)
- Blue (La Düsseldorf 5) (1999)
- Live at Kunsthalle Düsseldorf (2001)